# 11 mars dans les chemins de fer
11 février 11 avril
Chronologies thématiques
- Croisades
- Sports
- Disney

Cette page concerne les événements qui se sont déroulés un 11 mars dans les chemins de fer.

## Événements

### XXesiècle
- 1902 - Congo belge : Constitution de la compagnie du chemin de fer du Katanga (CFK).
- 1908 - France : Dépôt des statuts de la Compagnie des Tramways de la Chalosse et du Béarn (TVCB) chez maitre Ridder, notaire à Paris.
- 1978 - France : Prolongement de la ligne 1 du métro de Marseille de Saint-Charles à Castellane.

### XXIesiècle
- 2004 - Espagne : attentats meurtriers à Madrid dans les trains et dans les gares d'Atocha, Santa Eugenia et El Pozo, faisant 192 morts et 1500 blessés.
- 2005 - France : réouverture à Mulhouse (Bas-Rhin) sous le nom de Cité du train du musée français du chemin de fer.